# サイトカイン療法
サイトカイン療法（サイトカインりょうほう、英: Cytokine therapy）とは、免疫細胞が産生するタンパク質のインターフェロン(IFN)やインターロイキンを投与し免疫細胞を活性化することで、悪性腫瘍や一部のウイルス性肝炎の治療を行う免疫療法のひとつ。治療効果は限定的で認められている疾患は限られている。

## 効果が認められている疾患例
腎臓がん、悪性黒色腫、C型肝炎、骨髄異形成症候群など
- インターフェロン アルファ（α） - 腎臓がん
- インターフェロン ベータ（β） - 悪性黒色腫
- インターフェロン ガンマ（γ） - 菌状息肉症、セザリー症候群
- インターロイキン2（腎がん）
- ペグインターフェロン アルファ-2b（悪性黒色腫）

## 製剤
| 薬物 | 作用機序 | 臨床応用                               |
| --- | --- | -------------------------------------- |
| インターフェロン製剤 - インターフェロンα - インターフェロンβ - インターフェロンγ - PEG化インターフェロンα | 免疫細胞を活性化して抗がん作用を発揮する。 ポリエチレングリコール(PEG)と結合させる事で、血中で安定化する。（作用時間80 - 160時間） | 腎臓がん 骨髄異形成症候群 胃癌 C型肝炎 |
| インターロイキン2製剤 - セルモロイキン - テセロロイキン                                                   | ナチュラルキラー細胞ががん細胞を破壊する作用を強める。                                                                             | 血管血腫 胃癌                          |

## 副作用
発熱、脱毛、インフルエンザ様症状（悪寒、頭痛、筋肉痛、関節痛、全身倦怠感）、食欲低下、悪心、嘔吐、体重などが一般的。厚労省難治性の肝炎調査研究班による副作用調査によれば、精神症状(1.28%)、神経症状(0.20%)、間質性肺炎(0.18%)、甲状腺機能異常(0.85%)、眼底出血(0.34%)、自己免疫性疾患(0.25%)、糖尿病あるいはその悪化(0.26%)などと報告されている。また、腫瘍随伴天疱瘡。

## 解説
自己免疫疾患に対する抗サイトカイン療法との混同がある。